# Schwertfarne
|  | Dieser Artikel wurde aufgrund von formalen oder inhaltlichen Mängeln in der Qualitätssicherung Biologie im Abschnitt „Pflanzen“ zur Verbesserung eingetragen. Dies geschieht, um die Qualität der Biologie-Artikel auf ein akzeptables Niveau zu bringen. Bitte hilf mit, diesen Artikel zu verbessern! Artikel, die nicht signifikant verbessert werden, können gegebenenfalls gelöscht werden. Lies dazu auch die näheren Informationen in den Mindestanforderungen an Biologie-Artikel. |

Die Schwertfarne (Nephrolepis) sind die einzige Pflanzengattung der Familie Nephrolepidaceae. Die 20 bis 44 Arten sind in den Tropen fast weltweit verbreitet.

## Beschreibung
Die Schwertfarne sind ausdauernde krautige Pflanzen. Die meisten Arten wachsen epiphytisch, einige Arten auch terrestrisch. Die Wedel wachsen auf einem kurzen, aufrechten Rhizom. Die Wedel sind einfach gefiedert oder einfach fiederteilig und können bei einigen Arten Längen von mehreren Metern erreichen.
Die Chromosomengrundzahl beträgt x = 41.

## Systematik, Botanische Geschichte und Verbreitung

### Taxonomie
Die Gattung Nephrolepis wurde 1834 durch Heinrich Wilhelm Schott in Genera Filicum, Tafel 3 aufgestellt. Als Lektotypusart wurde 1875 Nephrolepis exaltata (L.) Schott durch John Smith in Historia filicum, 226 festgelegt. Synonyme für Nephrolepis Schott sind: Davallodes (Copel.) Copel., Lepidoneuron Fée, Leptopleuria C.Presl, Lindsayoides Nakai.
Die Familie Nephrolepidaceae Pic.Serm. wurde 1975 durch Giuseppe Rodolfo Emilio Pichi Sermolli in Webbia, Volume 29, Seite 8 aufgestellt. Typusgattung ist Nephrolepis Schott.

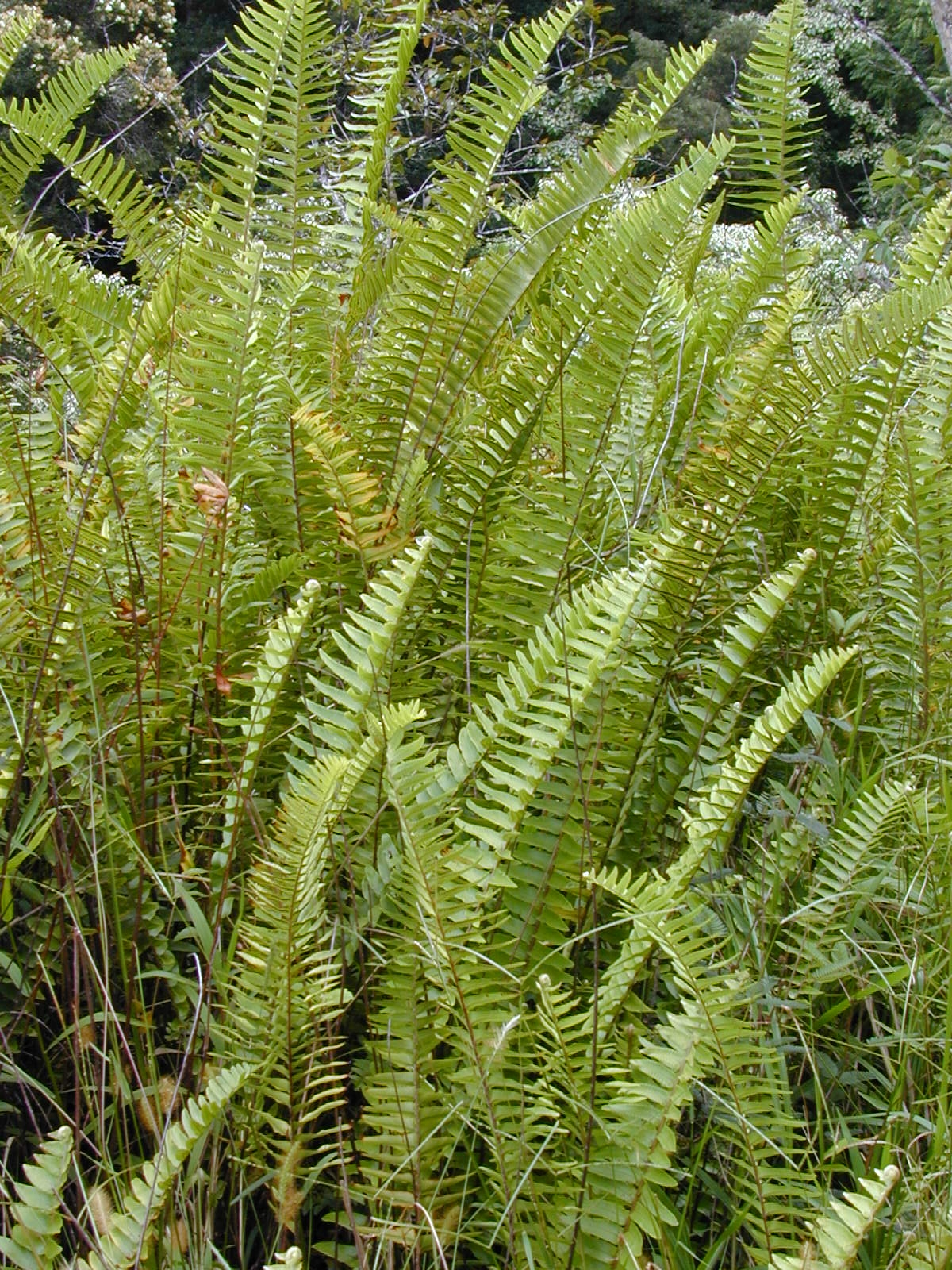
Nephrolepis brownii

### Botanische Geschichte
Nach Christenhusz et al. 2011 gilt Nephrolepis als einzige Gattung der Familie Nephrolepidaceae. Nach Hennequin et al. 2010, Hovenkamp & Miyamoto 2005 gilt die Gattung Nephrolepis als schwierig ins System einzuordnen. Sie wurde durch Kramer & Green 1990 in die Familien Davalliaceae oder Oleandraceae gestellt. Die Gattung Nephrolepis wurde auch in eine eigene Unterfamilie Nephrolepidoideae in der Familie Oleandraceae gestellt. Smith (2006, 2008) stellte sie in die Familie Lomariopsidaceae. Die Einordnung ins System der Echten Farne (Polypodiopsida) wird kontrovers diskutiert.

### Arten und ihre Verbreitung
Hier eine Auswahl Nephrolepis-Arten:
- Großer Schwertfarn (Nephrolepis biserrata (Sw.) Schott):[3][2] Er ist im tropischen und südlichen Afrika, in Thailand, Australien, in Florida und von Mexiko über Zentralamerika und auf Karibischen Inseln bis ins nördliche sowie westliche Südamerika, in Brasilien, Mauritius, Fidschi und Nauru verbreitet.[1]
- Nephrolepis brownii (Desv.) Hovenkamp & Miyamoto (Syn.: Nephrolepis floccigera (Blume) T.Moore, Nephrolepis multiflora (Roxb.) F.M.Jarrett ex C.V.Morton[3]): Er ist in Sri Lanka, Indien, Kambodscha,  Myanmar, Laos, Thailand, Vietnam, Malaysia, Indonesien, Japan (einschließlich der Ryūkyū-Inseln), auf den Philippinen, in Singapur, Taiwan und in den chinesischen Provinzen Fujian, Guangdong, Guangxi, Hainan sowie Yunnan verbreitet. Er ist in Südwestasien, Australien, den Pazifiaschen Inseln und in der Neotropis ein Neophyt.[2]
- Schlanker Schwertfarn (Nephrolepis cordifolia (L.) C.Presl)[3][2]
- Nephrolepis duffii T.Moore: Verbreitet in Melanesien, wird außerdem kultiviert.[2]
- Aufrechter Schwertfarn (Nephrolepis exaltata (L.) Schott)[3]
- Nephrolepis falciformis J.Smith: Er ist in Sri Lanka, Indien, Pakistan, Myanmar, Thailand, Kambodscha, Laos, Vietnam, Singapur, Malaysia, Indonesien, auf den Philippinen sowie Yunnan verbreitet. Er ist in Südwestasien und den Pazifischen Inseln ein Neophyt.[2]

## Nutzung
Nephrolepis cordifolia und Nephrolepis exaltata werden in tropischen Parks und Gärten als Zierpflanzen verwendet und sind beliebte Zimmerpflanzen.

## Weiterführende Literatur
- S. Hennequin et al.: Phylogenetics and biogeography of Nephrolepis – A tale of old settlers and young tramps. In: Botanical Journal of the Linnean Society, Volume 164, 2010, S. 113–127.
- P. H. Hovenkamp, F. Miyamoto: A conspectus of the native and naturalized species of Nephrolepis (Nephrolepidaceae) in the world. In: Blumea, Volume 50: 2005, S. 279–322.
- A. R. Smith et al.: A classification for extant ferns. In: Taxon, Volume 55, 2006, S. 718.
- J. A. Crabbe, A. C. Jermy, J. T. Mickel: A new generic sequence for the pteridophyte herbarium. In: Fern Gazette; Journal of the British Pteridological Society, Volume 11, 2–3, 1975, S. 141–162.